# Lotononis lupinifolia
Lotononis lupinifolia là một loài thực vật có hoa trong họ Đậu. Loài này được (Boiss.) Benth. miêu tả khoa học đầu tiên.